# Antonio Faeti
Antonio Faeti (Bologna, 23 luglio 1939) è uno scrittore, saggista, pedagogista, pittore e illustratore italiano, titolare della prima cattedra di Letteratura per l'infanzia in Italia.

## Biografia
Nasce a Bologna nel 1939 e, dopo aver insegnato per alcuni anni alle scuole elementari (durante i quali fu insegnante di Massimo Iosa Ghini e della scrittrice Grazia Verasani), diventa il primo professore ordinario della neonata cattedra di letteratura per l'infanzia all'Università di Bologna presso il dipartimento di scienze dell'educazione dove rimane in carica fino al 2000.
Ottiene in seguito l'incarico come docente all'Accademia di belle arti di Bologna dove insegna "Grammatiche della fantasia".
Nel 1967 scrive e disegna un romanzo a fumetti rivelandosi antesignano dei graphic novel: con un editore bolognese pubblica infatti Palomares, una storia che prende il nome dalla località spagnola su cui nel 1966 cadde un Boeing B-52 Stratofortress armato con delle testate nucleari. Nel 1970 appaiono sulla rivista Il Caffè Cinque sogni per Céline, suoi disegni pubblicati in una cartella di litoriproduzioni con testo di Gianni Celati (Edizioni Svolta, Bologna).
Nel 1972 con il libro Guardare le figure pubblicato nei "Saggi" dell'Einaudi e rivolto a tutti gli illustratori italiani di libri per ragazzi, la sua fama si è allargata a livello internazionale.
Nel 1986 esce, nella stessa collana, In trappola col topo. Una lettura di Mickey Mouse. 
Nel 1983 viene pubblicato da La Nuova Italia, in collaborazione con Franco Frabboni, Il lettore ostinato; nel 1985 La bicicletta di Dracula di genere horror; nel 1986 I tesori e le isole sul tema dell'immaginario e dei media; nel 1987 La letteratura per l'infanzia; nel 1990 Le notti di Restif e nuovamente di genere horror, in collaborazione con Emy Beseghi, La scala a chiocciola nel 1993.
Dal 1994 dirige la collana "i Delfini" della casa editrice Fabbri e in essa ha pubblicato nel 1995 La vera storia di Pocahontas. Con una libreria bolognese specializzata in editoria per ragazzi ha pubblicato il romanzo, corredato dai disegni di Grazia Nidasio, Antonia e le bottiglie di Morandi.
Tra i saggi più interessanti si ricordano: Dacci questo veleno sul tema del romanzo d'appendice, il rosa e il fumetto per le ragazze pubblicato dalla Emme Edizioni nel 1980 e nel 1998 da Arnoldo Mondadori Editore nella collana "Infanzie", I diamanti in cantina pubblicato da Bompiani nel 1995 sui nuovi autori classici per l'infanzia, da Roald Dahl a Bianca Pitzorno, Marion a Weimar, sempre pubblicato da Bompiani nel 1996 e La casa sull'albero uscito nella collana "Memorandum" dell'Einaudi riguardo all'opera di Stephen King.
Nel 2000 scrive la prefazione del libro L'amore che ti spetta, edito da Pendragon, una raccolta di racconti di liceali bolognesi alle prese con le difficoltà di tutti i giorni per la conquista della maturità dell'età adulta.
A partire dal 2007 tiene corsi annuali di alta formazione in pedagogia nell'ambito di Genus Bononiae, Fondazione culturale e artistica di Bologna, nella biblioteca di San Giorgio in Poggiale:
- 1. Itinerari del fiabesco, 25 lezioni sul fantastico, sull'immaginario e sulle nostre specifiche radici [2007-2008]
- 2. Gli eterni del sogno, 25 lezioni sulle icone, i personaggi, i temi ricorrenti dell'immaginario collettivo [2008-2009]
- 3. La doppia notte dei tigli, 25 lezioni per far leggere gli adolescenti (ma anche: i 25 libri che non possiamo non aver letto da ragazzi) [2009-2010]
- 4. Il profumo del Nagatampo, 25 lezioni su Emilio Salgari e il suo immaginario a 100 anni dalla morte [2010-2011]
- 5. Il principe Ireneo, 25 lezioni su Che cosa ci dicono le fiabe (2011-2012)
- 6. Il posto delle fragole, 25 nuove modalità di lettura come premessa per una pedagogia della creatività (2012-2013)
- 7. Otto giorni in una soffitta, 25 lezioni su sogni, stravaganze, cantine, solai e misteri di una grande esclusa (2013-2014)
- 8. Le educazioni sentimentali, 25 itinerari pedagogici ovvero l'educazione dei giovanissimi (2014-2015)

Il 13 aprile 2011 gli viene consegnato il premio Archiginnasio d'oro, massimo riconoscimento che la città di Bologna dedica a personalità che si sono distinte nel campo della cultura e della scienza.
Nel 2016 Viene girato il documentario Il pittore stregone (Bologna, 27 minuti), che racconta del Faeti pittore e illustratore, realizzato da Nicola Campisi e Augusto Spirito.

## Opere
- Palomares (Enrico Riccardo Sampietro, 1967)
- Guardare le figure. Gli illustratori italiani dei libri per l'infanzia (Einaudi, 1972)
- Il viaggio di Taddeo, racconto per l'infanzia (Einaudi, 1974)
- Il crepuscolo dell'orco pedagogico, prefazione a: Emma Perodi, Fiabe fantastiche (Einaudi, 1974)
- L'immagine nel libro per ragazzi. Gli illustratori di Collodi in Italia e nel mondo (a cura di P. Zanotto 1977)
- Letteratura per l'infanzia (La Nuova Italia, 1977)
- La fiaba di Penny Parrish e le peripezie di Sciuscià. Il libro per l'infanzia nell'Italia del dopoguerra in Storia e sperimentazione, (Cappelli, 1979)
- Dacci questo veleno. Fiabe fumetti feuilletton bambine (Emme Edizioni, 1980),(ried. Mondadori, 1998)
- La camera dei bambini. Cinema mass media fumetti educazione (Dedalo, 1983)
- Il lettore ostinato, con Franco Frabboni (La Nuova Italia, 1983)
- Libro e fumetto: la pedagogia del regime, dai testi scolastici al Balilla, in Scuola e educazione in Emilia Romagna fra le due guerre, a cura di Aldo Berselli e Vittorio Telmon, Bologna (CLUEB, 1983)
- Due isole in capo al mondo:Verne e Salgari: viaggio nell'avventura dalla parola all'immagine, fotografie di Roberto Farné (Editori del Grifo, 1984)
- La bicicletta di Dracula prima e dopo i libri per i bambini (La Nuova Italia, 1985)
- In trappola col topo. Una lettura di Mickey Mouse (Einaudi, 1986)
- I tesori e le isole. Infanzia, immaginario, libri e altri media (La Nuova Italia, 1986)
- L'illustrazione nel romanzo popolare: tavole originali dalla collezione Rava (1907-1938), con Paola Pallottino (U. Allemandi, 1988)
- Le notti di Restif. Peripezie di un girovago tra media e finzioni (La Nuova Italia, 1990)
- Antonia e le bottiglie di Morandi (Stoppani, 1993)
- L'archivio di Abele (Sellerio editore, 1993)
- Il gobbo misterioso (Bompiani, 1993)
- I diamanti in cantina. Come leggere la letteratura per ragazzi (Bompiani, 1995)
- Marion a Weimar: l'immaginario nell'età del sospetto (Bompiani, 1996)
- Come se l'infanzia non finisse mai. Dipinti di Antonio Saliola e un'antologia di scritti sull'infanzia scelti da Antonio Faeti con un suo ritratto dell'artista (U. Allemandi, 1996)
- La casa del sonno (Bompiani, 1997)
- Segni & sogni (Il Ponte Vecchio, 1998)
- La casa sull'albero. Orrore mistero paura infanzie in Stephen King (Einaudi Ragazzi, 1998)
- La vera storia di Pocahontas (Bompiani, 1999)
- Il ventre del comunista (Einaudi, 1999)
- La casa del sonno. Filastrocche ninna-nanne e girotondi (Fabbri, 2000)
- I giorni del grande fiume. Il Polesine e l'alluvione del Po-novembre 1951 (Minerva Edizioni, 2001)
- Guardare le figure. Gli illustratori italiani dei libri per l'infanzia (Einaudi, 2001)
- Le figure del mito. Segreti misteri visioni ombre e luci nella letteratura per l'infanzia (Il Ponte Vecchio, 2001)
- I diamanti in cantina (Il Ponte Vecchio, 2001)
- Guardare le figure. Gli illustratori italiani dei libri per l'infanzia (Einaudi, 2001, Nuova edizione)
- Gatti miei (Stoppani, 2002)
- La via della sgorbia (Stoppani, 2003)
- La casa del sonno (Fabbri, 2003)
- Itinerario nel fantastico attraverso i dipinti di Antonio Saliola elaborato per il Convento di Santa Cristina, in: Dalla fiaba al perturbante, Università di Bologna, Convento di Santa Cristina 14 maggio 13 giugno 2004, Università di Bologna, 2004
- Specchi e riflessi. Nuove letture per altre immagini (Il Ponte Vecchio, 2005)
- Sul Limitare (B.C. Dalai Lama Editore, 2005)
- Due storie bolognesi (Fabbri, 2006)
- Pino Melis (Ilisso, 2007)
- La freccia di Ulceda. Di fumetti e altro (Coniglio Editore, 2008)
- Edmondo De Amicis: Scritti per la Lettura, 1902-1908, a cura di A. Faeti, Fondazione Corriere della Sera, 2008
- Saliola. Il paziente pellegrino del sogno (Umberto Allemandi & C., 2009)
- I tesori e le isole. Infanzia immaginario libri e altri media (La Nuova Italia, 2009)
- Bologna. I portici raccontano (Minerva Edizioni, 2009)
- L'estate del lianto (TopiPittori, 2009)
- La prateria degli Asfodeli (Bononia University Press, 2010)
- Gli amici ritrovati. Tra le righe dei grandi romanzi per ragazzi (BUR, 2010)
- Quirico Filopanti: un professore all'aria aperta. Con illustrazioni di Cinzia Ghigliano (Bononia University Press, 2011)
- La spada di Domokos. Il risorgimento e l'Unità d'Italia nel fumetto e nell'illustrazione per l'infanzia (Bononia University Press e Biblioteca Salaborsa Bologna, 2011)
- La storia dei miei fumetti (Donzelli Editore, 2013)
- Wolfango illustratore (catalogo della mostra, a cura di Tiziana Roversi, Minerva Edizioni, 2013)
- La fiaba di Sant'Agata Feltria (Edizioni Rocca Fregoso, 2014)
- I viaggi di Taddeo (Minerva 2017)